# 断熱的回路
断熱的回路は、エネルギーを保つため"可逆論理"を使用した低電力回路である。 スイッチング時にエネルギーを消散させる伝統的CMOSとは異なり、断熱的回路では電荷を次の2点の規則に従い保つことを目指す。
1. ソースとドレインの間に電圧ポテンシャルがあるとき、トランジスタをオンにしない。
2. 電流が流れているときは、そのトランジスタをオフにしない。

この分野は積極的に研究が行われているが、以上を成し遂げるためにはトランスミッションゲートや台形型クロックの実現が必須である。